# Atmono
Atmono (in greco antico: Ἄθμονον o Ἀθμονία?, Áthmonon o Athmonía) era un demo dell'Attica situato nella parte nordorientale di questa regione storica, presso il moderno centro di Marúsi, che si trova a 2,4 km da Kivisíc lungo la strada per Atene.

## Descrizione
Il nome del moderno villaggio deriva dall'appellativo di Amarisia (in greco antico: Ἀμαρύσια?, Amarýsia) con cui Artemide era adorata nel demo di Atmono: l'uso di questo appellativo è confermato da quanto scritto in un'iscrizione rinvenuta vicino a Marúsi che cita la presenza di un temenos della divinità, qui celebrata in particolare durante la festività delle Amarisie. Vi si trovava altresì un tempio dedicato ad Afrodite Urania.
Da quanto suggerisce Aristofane nella commedia La pace, gli abitanti di questo demo dovevano essere accorti vignaioli; il nome stesso del protagonista è Trigeo di Atmono, che allude al vendemmiare (in greco antico: τρυγάω?).
Nel demo, che probabilmente aveva un aspetto rurale, veniva estratta l'argilla rossa utile al lavoro dei vasai.